# The blue man
The blue man is het tweede soloalbum van Steve Khan. Het personeel dat de Sound Media geluidsstudio gebruikte was hetzelfde als bij zijn vorig studioalbum. Jean-Michel Folon is de hoesontwerper.

## Musici
- Steve Khan – gitaar
- Bob James – toetsinstrumenten
- Michael Brecker – tenorsaxofoon (A3, B1, B3)
- Randy Brecker – trompet (A3, B1, B3)
- David Sanborn – altsaxofoon (A3, B3)
- Don Grolnick – toetsinstrumenten
- Will Lee – basgitaar
- Steve Gadd – slagwerk
- Ralph MacDonald – percussie (A1-A3, B1, B2)
- Mike Mainieri – marimba (B2)
- Jeff Mironov – gitaar
- Rick Marotta – percussie (B3)

## Muziek
| Nr. | Titel                 | Duur |
| --- | --------------------- | ---- |
| 1.  | Daily bulls (Khan)    | 7:02 |
| 2.  | The blue man (Khan)   | 6:01 |
| 3.  | Some down time (Khan) | 5:25 |

| Nr. | Titel                                 | Duur |
| --- | ------------------------------------- | ---- |
| 1.  | The little ones (Randy Brecker)       | 5:52 |
| 2.  | Daily valley (Khan)                   | 4:52 |
| 3.  | An eye over autumn (for Folon) (Khan) | 6:48 |